# モンゴルズシアターカンパニー
モンゴルズシアターカンパニー（Mongols theater company）は、日本の演劇ユニット。増田雄が主宰する。
従来の演劇にはなかった受注（オーダーメイド）型の演劇創作サービスにより、小劇場が陥る演劇の商業的問題を解消し、かつ異業種と演劇がコラボレーションすることで全く新しい演劇表現を開拓していくメディアミックスを得意とする。また、同じ公演を月に一度のペースで行う月一ロングランの導入により、どんな演劇作品でも長期のロングランを可能にした。